# Bernard Quentin
Pour les articles homonymes, voir Quentin (homonymie).
Bernard Quentin est un peintre, sculpteur et designer français né le 22 juin 1923 à Doingt-Flamicourt (Somme) et mort le 28 juin 2020 à Chevilly-Larue (Val-de-Marne).
Rattaché à l'École de Paris, son œuvre, en grande partie un travail sur l’écriture et la graphie, est qualifié d'« art sémiotique » ou l'« art scriptural ». Il est le mari de la réalisatrice Florence Quentin (née en 1946).

## Biographie
Bernard Quentin arrive à Paris vers 1940 afin d'étudier la peinture, la sculpture et l'architecture à l'École nationale supérieure des arts décoratifs et à l'École nationale supérieure des beaux-arts. Actif dans la Résistance au sein du réseau « Manipule » entre 1942 et 1944, Bernard Quentin fréquente en 1945 la Maison de la pensée française où il se lie avec Pablo Picasso (le thème des Horreurs de la guerre qui constitue son envoi au Salon des moins de trente ans de 1945 se revendique, quoique d'un registre expressionniste abstrait, comme inspiré de Guernica) avant de reprendre, à l'École nationale supérieure des beaux-arts de Paris, les cours interrompus par la guerre et de simultanément s'ancrer en 1946 au quartier Saint-Germain-des-Prés. Il y connaît les milieux existentialistes et surréalistes, fréquente les peintres Wols et Camille Bryen, ainsi que le théoricien du lettrisme Isidore Isou, et fait partie de « la bande à Boris Vian » avec Jean-Paul Sartre, Maurice Merleau-Ponty, Anne-Marie Cazalis et Juliette Gréco. Bernard Quentin, vivant alors avec Juliette Gréco dans une chambre sous les toits du 7, rue Servandoni, se souvient : « Nous sortions tous les soirs. Nous nous couchions si tard que je n'étais jamais levé à l'heure pour aller à la cantine des beaux-arts ». De fait, « pour Gréco, Quentin et leurs amis, les nuits du quartier commencent au bistrot et finissent dans d'interminables promenades dans les rues un peu provinciales du sixième arrondissement ».

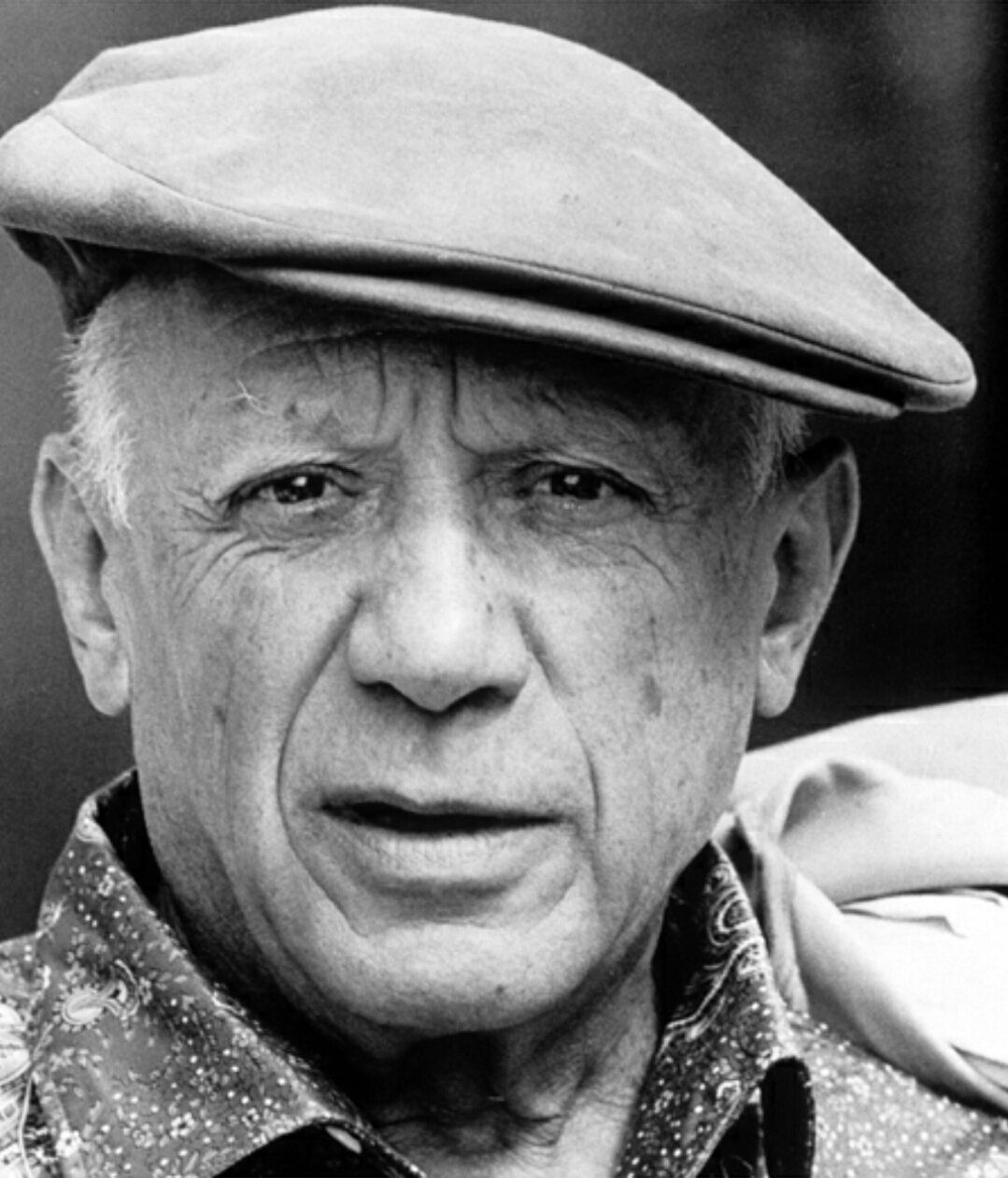
Pablo Picasso
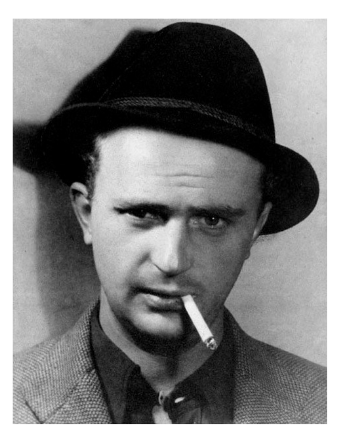
Wols
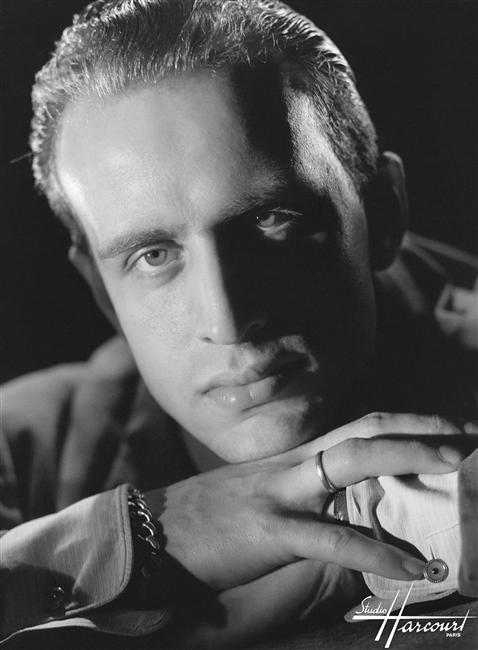
Boris Vian
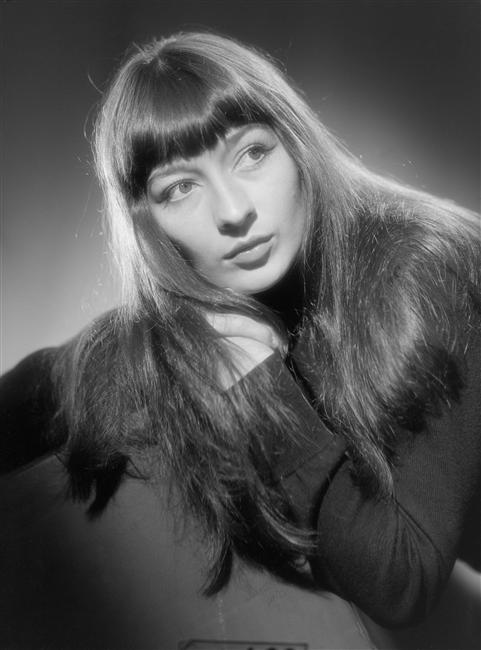
Juliette Gréco

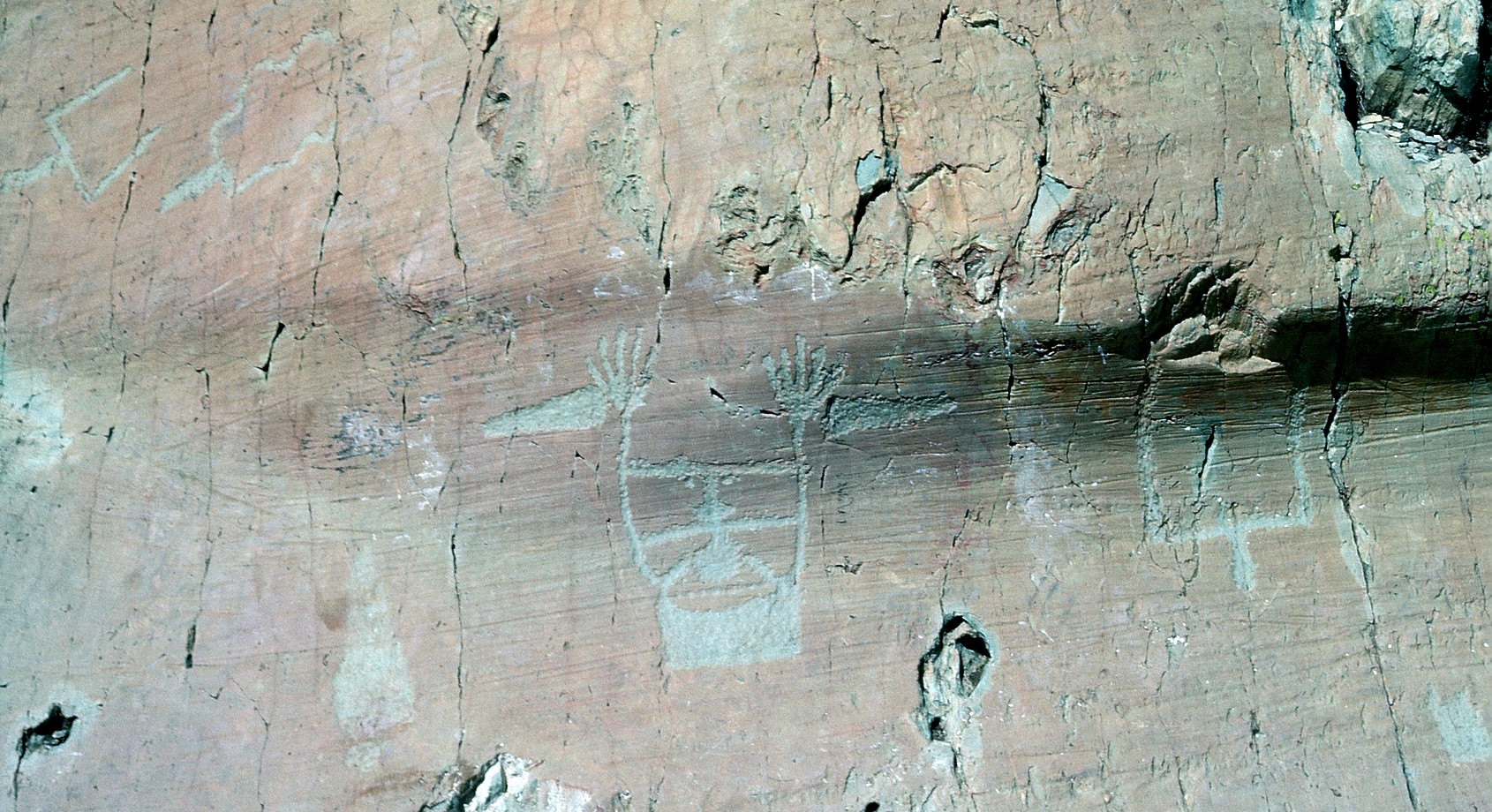
Vallée des Merveilles, gravures préhistoriques

Sa première exposition, en 1945 à la Maison de l'université à Paris, fait itinérance en Suisse en 1946. C'est à Berne que Bernard Quentin découvre avec fascination les œuvres de Paul Klee qui, conservées dans la maison du fils de ce dernier, font valoir une approche très profonde des écritures orientales et africaines. « Ce primitivisme poétique le séduit et l'éloigne de l'expressionnisme abstrait » pour l'amener, par la création d'idéogrammes où déjà il énonce son intérêt pour le cunéiforme, l'écriture hiéroglyphique égyptienne, le rune scandinave — à l'étude duquel il va passer tout l'hiver 1948 en Laponie —, les inscriptions rupestres de la vallée des Merveilles, à rapprocher durablement sa démarche de la lettre et du signe. C'est dans ce champ d'investigation que, dans les années 1947-1950, il expose chez Aimé Maeght avec le groupe Les mains éblouies qui réunit notamment Joan Miró, Alberto Giacometti, Jean Signovert, Alexander Calder et Antoni Tàpies, et où il se lie surtout d'amitié avec Pierre Dmitrienko, François Arnal et Serge Rezvani.

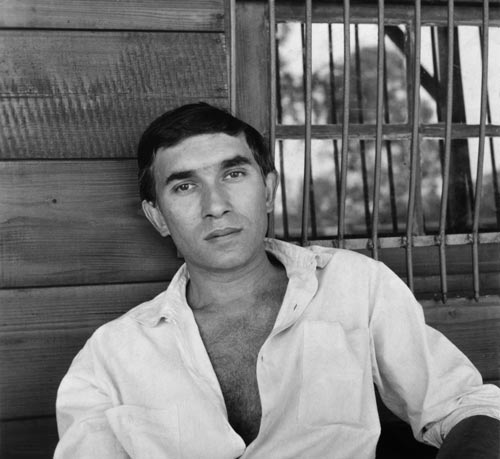
Pierre Dmitrienko
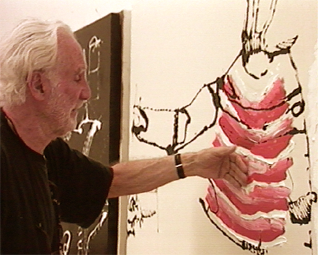
François Arnal
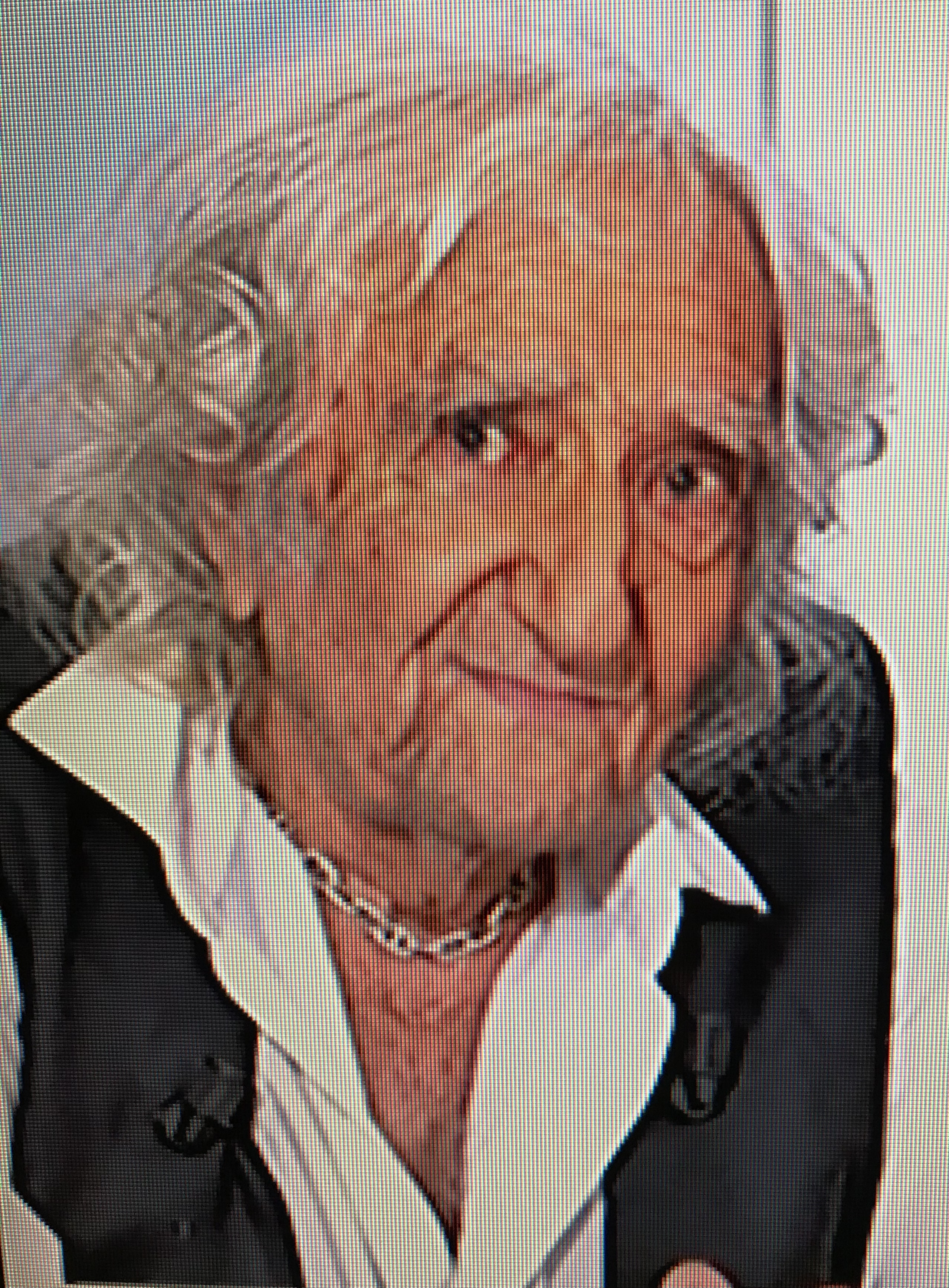
Serge Rezvani

En 1954, Bernard Quentin voyage en Amérique du Sud (Brésil et Pérou), en Afrique de l'Ouest (réalisant des fresques murales à Niamey et Bamako), puis, peu après, dans plusieurs capitales d'Europe de l'Est (Varsovie, Moscou, Prague).
Dans les années 1960, Bernard Quentin élargit ses investigations de la peinture à la sculpture en exécutant des statues totémiques et surtout ses premières sculptures gonflables (les Cybules, la Vénus de Chicago) qui, appelés à des interventions monumentales dans les paysages, seront vues comme annonciatrices du Land Art[réf. nécessaire]. Il est dans le même temps le premier designer à concevoir des sièges gonflables qui sont présentés en 1963 par la galerie Iris Clert à Paris lors d'une exposition à ambition futuriste (Le salon de l'an 2104), à la Foire internationale de New York en 1964 ensuite, puis produits en série, pour être vendus aux États-Unis et au Japon, par le groupe Adamoli à Milan en 1966. Poursuivant cependant simultanément son travail sur le signe, Bernard Quentin s'est installé en 1962 et pour une durée de deux années à Milan dans le cadre d'un accord avec le Centre de recherche Olivetti, y déplaçant alors son champ de travail de la peinture vers l'informatique, offrant à Salvador Dalí de voir en lui « le pionnier de l'art cybernétique et de l'écriture électronique ».

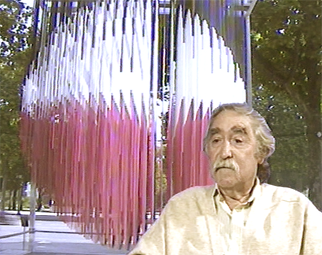
Jesús-Rafael Soto

En 1977, Bernard Quentin crée, avec entre autres Jesús-Rafael Soto, Jean Messagier, Jean-Pierre Raynaud, Pierre Restany et Serge Rezvani, le collectif L'Art+ qui se donne pour finalité de prolonger l'art dans des intégrations monumentales à l'environnement.
Sur la création de son alphabet, en même temps que sur le choix de l'appeler « Babel », Bernard Quentin s'explique : « Il fallait trouver un langage universel et, pour ça, inventer des symboles compréhensibles par tous. Mais le sens des symboles peut différer d'un continent à l'autre. C'est pourquoi j'ai imposé des symboles qui peuvent être repris par tout le monde. C'est le côté universel. Je me suis basé sur les calligraphies coufiques et zen, où chaque artiste ajoute quelque chose, en plus du sens. C'est le côté identitaire, la couleur ». Chez Bernard Quentin, la couleur des signes les situe donc grammaticalement : bleu pour les noms, vert pour les adjectifs, rouge pour les verbes, orange pour les articles et les pronoms. Système d'écriture donc « pour unir les hommes », fort de « trois mille signes qui peuvent tout dire, tout raconter. Graffitis, sténo-graffitis, hiéroglyphes, pictogrammes, fibres optiques, lettres électroniques, forment “l'art sémiotique” de Bernard Quentin qui n'a jamais cessé d'explorer le champ des possibles inscrits dans chaque mot, chaque signe, chaque graphie », pour être de la sorte perçu par Pierre Restany comme un « phare vers l'universalité postmoderne de demain ».
Il meurt à Chevilly-Larue le 28 juin 2020.

## Œuvre
- La Sainte-Baume[13], 1950, projet d'une cité pour artistes, avec Le Corbusier[réf. nécessaire].
- Batailles, années 1950[réf. nécessaire].
- Les grandes réalisations françaises, 1958, fresque murale, pavillon de la France, Exposition universelle de 1958 à Bruxelles[réf. nécessaire].
- Décors de théâtre, notamment pour la compagnie de ballets de Roland Petit, à partir de 1961[5].
- Babel 62, 1962, écriture universelle[réf. nécessaire].
- Meubles gonflables, 1962[14].
- Cybule, 1963, sculpture pneumatique à « respiration » programmée.
- Les structures gonflables : premier fauteuil 100% gonflable, mur pneumatique palpitant, 1964[15].
- Environnements gonflables, terrasse du pavillon français, Exposition universelle de 1967, Montréal[réf. nécessaire].
- Conception en structures gonflables du pavillon français, Exposition universelle de 1970, Osaka[réf. nécessaire].
- Poètes gonflables ambulants, 1974, rues de New York et Chicago[réf. nécessaire].
- Rues-poèmes pour piétons, 1974, Paris, Rome[réf. nécessaire].
- THE TIME, 1975, mots en lettres géantes gonflables, rues de New York[réf. nécessaire].
- Vénus gonflable monumentale, 1976, (26 × 120 m, couchée sur un plan d'eau et respirant), Foire internationale de Chicago, Bicentenaire des États-Unis[réf. nécessaire].
- Monuments et calligraphies géantes pour caravansérail dans le désert d'Arabie saoudite, 1978-1982, béton et verre, 400 × 10 × 18 m[réf. nécessaire].
- Voie sacrée coufique, 1983, anamorphose gigantesque d'un mot en bordure d'autoroute, Arabie Saoudite[réf. nécessaire].
- Rue-poème en lettres géantes, 1983, Paris et Marrakech[réf. nécessaire].
- PALLADO, 1993, mot sculpté en anamorphose sur la montagne sculptée au bulldozer, Vicence[réf. nécessaire].
- Affiche du Festival international des programmes audiovisuels de Biarritz, Biarritz, 1994.
- Paix contre guerre, jeu vidéo diffusé sur écran de 100 m2, Hiroshima Peace Memorial Ceremony (en), Japon, 6 août 1995[réf. nécessaire].
- Monuments en béton et acier découpés, 1996, Agadir, Casablanca, Matera[réf. nécessaire].
- Labyrinthe végétal, 2013, donjon de Jouy, Sancoins[16].

## Œuvres dans les collections publiques
France
- Angers, médiathèque Toussaint : gravures pour le livre de Gustave-Arthur Dassonville, J'ai dû mourir, Paris, 1952[17].
- Marseille, musée Cantini :
  - Compositions sur le thème d'hommage à Claude Monet, deux techniques mixtes (encre de Chine, aquarelle et gouache) 36x53cm, 1959[18],[19] ;
  - Electronic Série C n°6, technique mixte sur toile 80x80cm, 1963[20].
- Nantes, musée d'Arts, Composition, lithographie 32,9x50,6cm[21].
- Paris :
  - département des estampes et de la photographie de la Bibliothèque nationale de France : Voies sacrées coraniques, 1978, sérigraphie[22].
  - musée national d'Art moderne : 
    - Fauteuil Croissant, 1967, PVC, fauteuil gonflable jaune en forme de croissant[23] ;
    - 92 autres œuvres[24].
- Puteaux, Fonds national d'art contemporain, Montagne, encre de Chine 50,4x63,8cm, 1975[25].

Maroc
- Agadir, Bank Al-Maghrib[26].

## Œuvres dans des collections privées référencées
- Façade en écailles de l'immeuble au 29, rue Jean-de-Beauvais à Paris (commanditaire : Jean Le Couteur, architecte), 1954 (inscrit aux monuments historiques par arrêté du 2 avril 2004)[27].
- Collection Robert Calle (1920-2015)[28],[29].
- Collection Élie Azagury (1918-2009), architecte, Casablanca[26].
- Collection Gérard Depardieu, hôtel de Chambon, 95, rue du Cherche-Midi à Paris : Hommage à Confucius, façade-poème en acier Corten ajouré aux motifs de l'art-langage de Bernard Quentin[30],[31],[32],[10].
- Collection Todd Merrill, New York[33].

## Contributions bibliophiliques
- Gustave-Arthur Dassonville, J'ai dû mourir, gravures de Bernard Quentin, édité par l'auteur, 1952.
- Franco Russoli (it), L'avant-garde internationale de la gravure, trois volumes sous étui, 60 artistes contributeurs, chaque volume contenant 20 eaux-fortes originales (dont Bernard Quentin dans le troisième volume), 100 exemplaires numérotés, édité par la galerie Schwarz, Milan, 1962.
- Bernard Quentin, Connaître l'art de la démesure de Bernard Quentin, dont suite de 110 exemplaires constituant l'édition originale et enrichis d'une œuvre sur tissu signée par l'artiste, Éditions Jacques Dopagne et Michel Broomhead, Paris, 1986.
- Charles-Horace Pietri, Moires, dix poèmes gravés à l'eau-forte par Bernard Quentin, 1989.
- Jean-Loup Philippe, Le Papierha, cinq gravures de Bernard Quentin, Éditions Athmy, 2002.
- Pierre Grimblat, Autodidarque, poèmes précédés d'un frontispice de Bernard Quentin, Éditions Léon Scheer, 2006[34].

## Expositions

### Expositions personnelles
- Les mains éblouies, galerie Aimé Maeght, Paris, 1950.
- Galerie Mai, Paris, 1950[35].
- Galerie Iris Clert, Paris, 1957, 1963.
- Mots gonflables, Centre Pompidou et Foire internationale d'art contemporain, Paris, 1977.
- Objets-poèmes, galerie La Dérive, Paris, 1978.
- Mot PAIX écrit en 20 langues par 3 000 photophores, parvis du Centre Pompidou, Paris, 1980.
- Écritures dans la peinture, villa Arson, Nice, 1984.
- Le mot ANAMORPHOSES lu dans une suite de 17 sculptures géantes, Grand Palais, Paris, 1985.
- Galerie Michel Broomhead, Paris, 1986[9].
- Bernard Quentin, art maximal et néo-monumental, simultanément à la galerie Michel Broomhead (rue de Seine), galerie Rambert (rue des beaux-arts) et galerie Haïk (rue de Poitou), juin 1989[36].
- Bernard Quentin - Sculptures et calligraphies, Maison de la culture d'Amiens, 1990.
- Galerie Arnoux, Paris, janvier 1992.
- Galerie B, Paris, avril 1992.
- Villa Blanche, Paris, mai 199.
- Bernard Quentin - L'écriture au cœur de l'art, musée de La Poste, Paris, mars-septembre 2007[37],[38].
- Quentin - Babelweb, monument du millénaire de la Chine, Pékin, 2009.
- Galerie Catherine Houard, Paris, mai-juillet 2011[39],[40].
- Langage des signes, graffitis et poésie, salle gothique, Saint-Émilion, juillet 2011[41].
- Bernard Quentin - La vie est belle, galerie W (Éric Landau), Paris, mai 2013[42],[43],[44],[11],[45].
- Donjon de Jouy, Sancoins, août-septembre 2013[46],[16].
- Bernard Quentin - Œuvres récentes : peintures, dessins, sculptures, Centre d'arts plastiques des voûtes du port, Royan, juillet-septembre 2014[47],[48].
- Le symbolisme d'une spiritualité humaniste pour un art post-moderne, librairie-galerie du jour Agnès B., 44, rue Quincampoix, Paris, avril-mai 2015.

### Expositions collectives
- Maison de l'université de Paris, galerie des étudiants d'art, place de la Sorbonne, 1945 ; exposition se faisant itinérante à Zürich, Berne et Genève en 1946.
- Les horreurs de la guerre, dessins et gouaches, Salon des moins de trente ans, Paris, 1945.
- Galerie du Luxembourg, Paris, 1946.
- Les mains éblouies, galerie Aimé Maeght, Paris, 1947, 1948.
- Salon des réalités nouvelles, Paris, 1947.
- Salon Comparaisons, 1947.
- Salon de Mai, 1947.
- Galerie Mai, Paris, 1949.
- Bimillénaire de Paris - Comité Montparnasse - Exposition de peintres et sculpteurs de l'École de Paris, La Coupole, Paris, juin-juillet 1951[49].
- Nouvelle École de Paris, galerie de Babylone, Paris, 1952.
- Premier bilan de l'art actuel, puis Lyrisme et abstraction, galerie Craven, Paris, 1953.

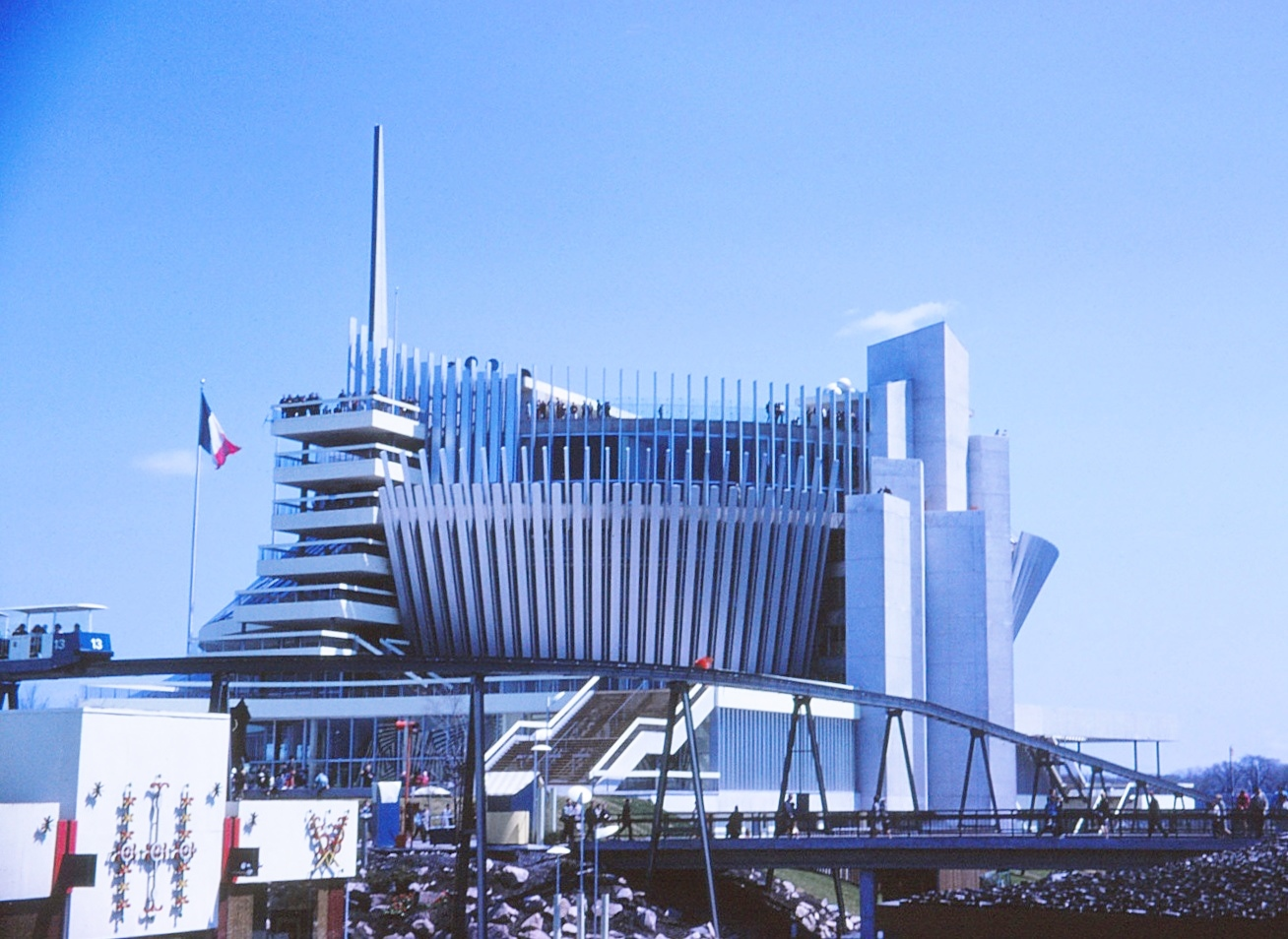
Exposition universelle de 1967, Montréal, pavillon de la France

- Cinquante ans de peinture abstraite, galerie Creuze-Balzac, Paris, 1957.
- Hommage à Monet, galerie André Schœller et galerie Saint-Germain-des-Prés, Paris, 1957.
- Structures gonflables, World Fair, New York, 1964.
- Exposition universelle de Montréal, 1967, structures gonflables pour le pavillon français (dessins préparatoires conservés au Musée national d'art moderne, Paris)[24].
- Exposition universelle d'Osaka, 1970, conception du pavillon français en structures gonflables (dessins préparatoires conservés au Musée national d'art moderne, Paris)[24].
- S'asseoir - Les différentes réalisations "assises" d'architectes connus et inconnus sur la période XVIIIe siècle aux années 1970, musée de Grenoble, 1974.
- Foire internationale de Chicago, bicentenaire des États-Unis, 1976.
- Antônio Bandeira (pt) et Bernard Quentin, exposition itinérante, Institution Paulo Figueiredo, São Paulo, 1986 et galerie Bonino, Rio de Janeiro, 1987.
- Art abstrait, 1910-1960, galerie Arnoux, Paris, janvier-février 1987.
- De Bonnard à Baselitz, dix ans d'enrichissements du Cabinet des estampes, 1978-1988, Bibliothèque nationale de France, 1992[22].
- Mobi-Boom, l'explosion du design en France - 1945-1975, musée des Arts décoratifs, Paris, 2010.
- Art Fair Paris, Grand Palais, Paris, George Condo, Piero Crommelynck, Keith Haring, Enoc Perez, Bernard Quentin, Guillaume Zuili, stand de la galerie Catherine Houard, 2014.
- S.I.A.C. Salon International d'Art Contemporain  Strasbourg , 1995 / 1996  foire d'art contemporain de Strasbourg,Stand Galerie Richard DELH -Paris - ST'ART Strasbourg Avant-gardes abstraites des années 50 : Étienne Béothy, Huguette Arthur Bertrand, Jean Deyrolle, Oscar Gauthier, Pierre Lemaire, Wladyslaw Lopuszniak, David Malkin, Alfred Manessier, Bernard Quentin et Jean Villeri, stand de la galerie Arnoux, 2014.

## Réception critique
- « Le pionnier de l'art cybernétique et de l'écriture électronique. » - Salvador Dalí[8]

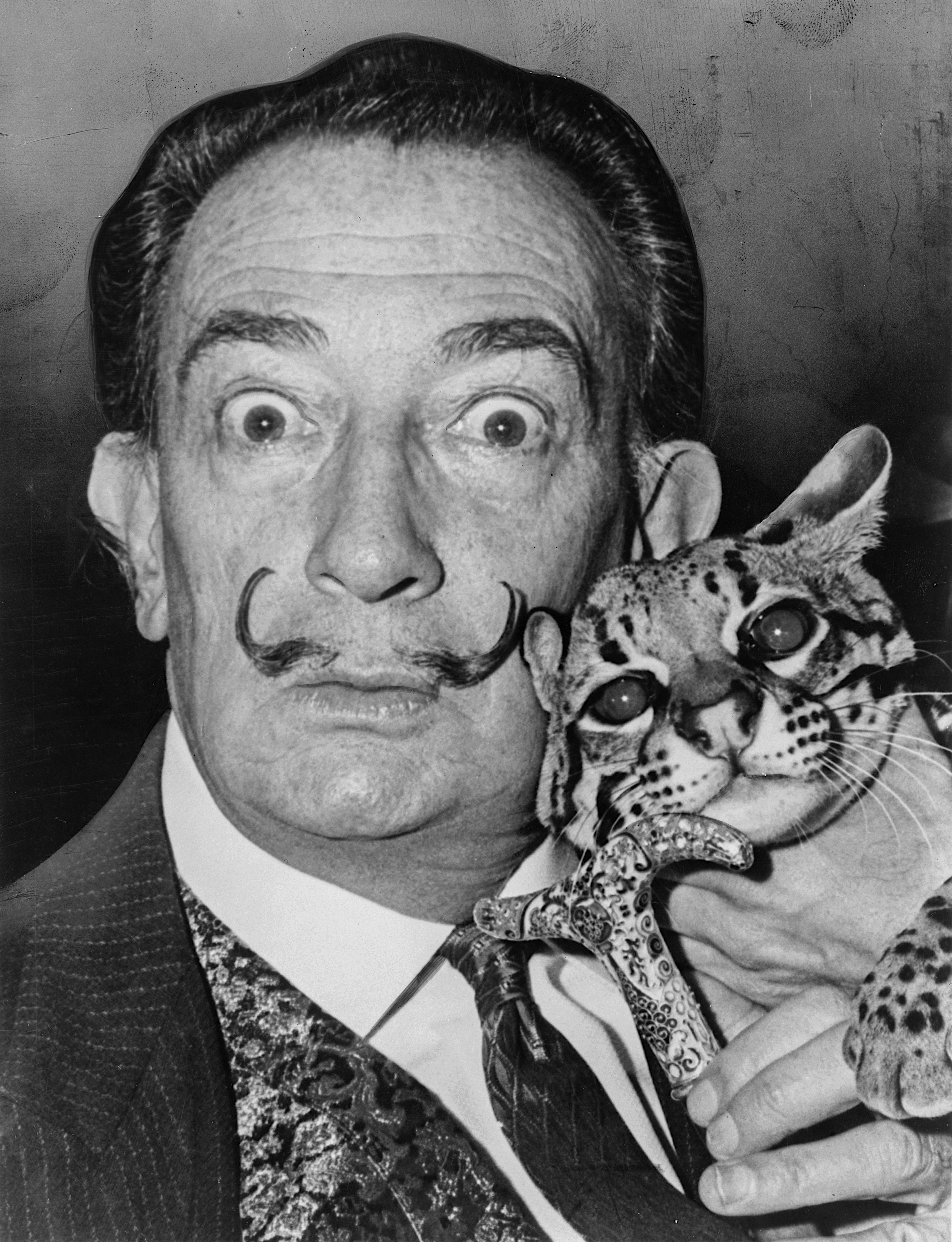
Salvador Dalí

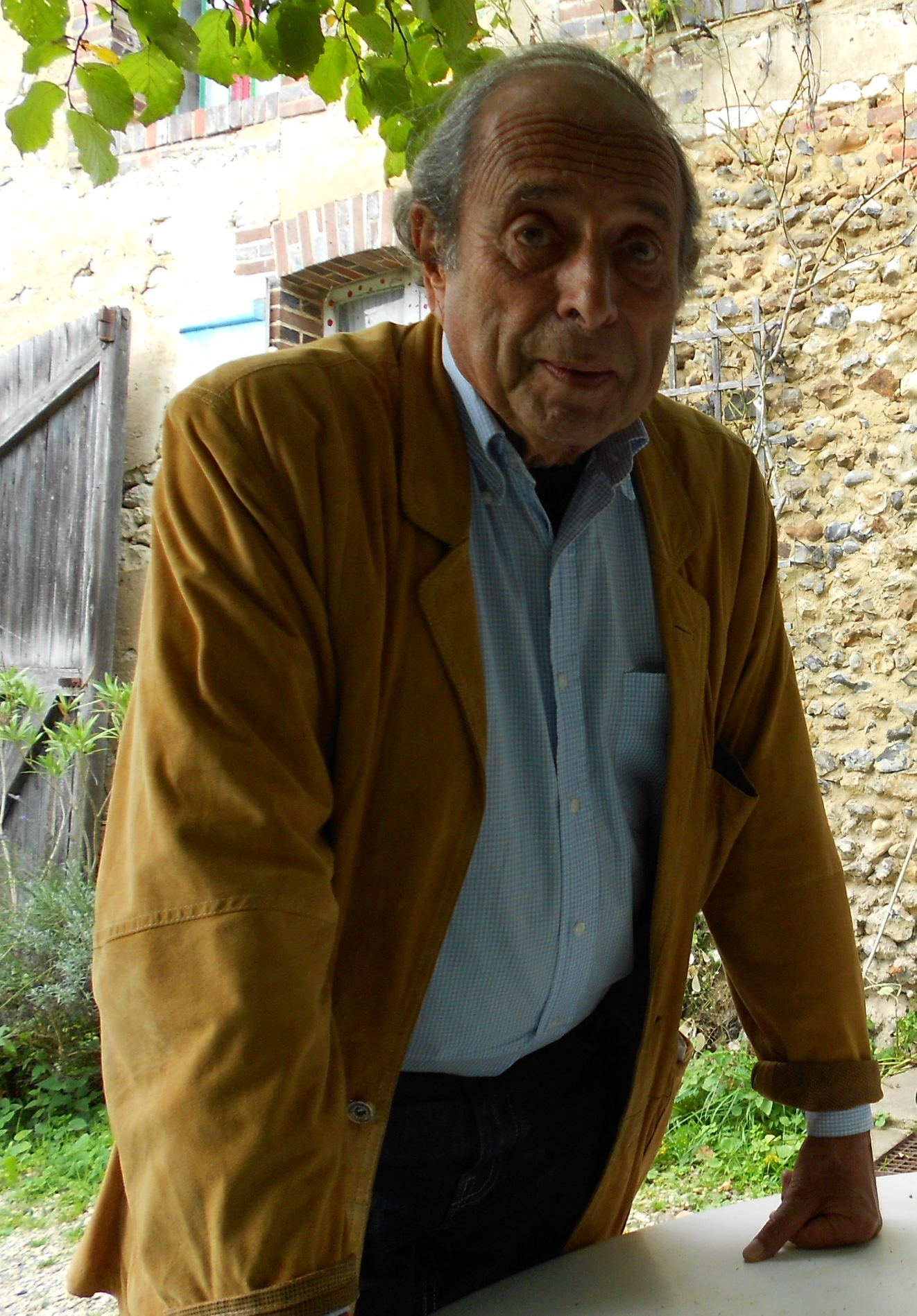
Jean-Clarence Lambert

- « C'est l'une des grandes conquêtes de l'art contemporain d'avoir su voir l'écriture en elle-même, lui reconnaître une spécificité plastique […] Quentin est de ceux qui en ont tiré le maximum de conséquences, c'est-à-dire d'œuvres […] Tout ce qu'il a créé dans cette béance de la modernité renvoie à ce marquage du monde qu'est l'écriture. » - Jean-Clarence Lambert[12]
- « Certaines de ses créations sont proches de l'esprit d'un Claes Oldenburg aux États-Unis. Les écritures, signes et graffitis de Quentin datent de 1946-1950 et 1961-1963: c'est avec étonnement qu'on peut les rapprocher aujourd'hui des graffitis monumentaux de Keith Haring par exemple. Mais il y a chez Quentin une fascination du signe, du signifiant même, qui l'a poussé sans doute à transcrire ses recherches sur le plan de la sculpture et de l'architecture, et l'a conduit à intégrer la poésie dans l'environnement par le “scriptural” » - Gérald Schurr[50]
- « […] Bernard Quentin, d'une façon continue, a ancré son travail de plasticien sur l'objet-lettre et l'objet-mot. Créant des objets-mots, des architectures-sculptures, aménageant des rues-poèmes, il a contribué à l'apparition d'un "art sémiotique" par lequel, interrogeant la forme du langage, il conduit à s'interroger sur le langage de la forme. » - Jacques Busse[5]
- « Hors normes, renouant avec l'origine scripturale de l'art, l'œuvre de Bernard Quentin s'inscrit dans une méthode de penser et de communiquer innovante, à partir de codes inédits pour un parcours sémiotique au message multiple et omniscient. Constitué de conquêtes successives, puisant dans les calligraphies primitives, son parcours se déroule dans une parfaite cohérence, de l'écriture automatique à l'écriture électronique, et développe des langages visuels qui n'ont plus de rapports avec la gestuelle spontanée graphique de l'abstraction lyrique de laquelle il s'est vite détaché. » - Lydia Harambourg[51]